# 変格
変格（へんかく）は、変化を示す表現で、変化した後の状態を表す格である。「になる」「に変わる」という場合の「に」に当たる。独立の格としてはウラル語族に存在する。

## 概要
フィンランド語では様格と対をなす格と考えられており、変化の表現に用いられるほか、「（ある言語）で」、「･･･としては」などの意味を表現する。語尾は-ksiを用いる。
- pitkä「長い」→ venyi pitkäksi「長くなる」
- englanti「英語」→ englanniksi「英語で」
- pentu「(動物の)子供」→ Se on pennuksi iso「子供にしては大きい」
- musta aukko「黒い穴」→ (muuttui/muuntautui) mustaksi aukoksi「黒い穴に（なる）」
- kello kuusi「6時(に)」→ kello kuudeksi「6時までには」